# Темнич
Темнич (от старобългарски: Тѣмнъ/Тѣмнѝ) е географски регион/област в Поморавието  между Велика Морава, планината Ухор и Западна Морава (Сръбска Морава). Административен център на региона е град Варварин, а исторически Сталач. Не бива да се бърка с Темско, т.е. Пиротско (с което понятие е обозначаван района на Пирот в миналото).
Темнич е най-южната част от географския район Темнич-Левач-Белица. Топонимията на целия район е от български произход.  В района на Темнич се намира Любостинския манастир изграден в моравски стил.